# San Bonico
San Bonico è una frazione del comune italiano di Piacenza, in provincia di Piacenza.
Nel 2015 contava 397 abitanti.

## Geografia fisica
Il centro abitato è sito a 68 m s.l.m.

## Origini del nome
Il nome del paese (un tempo anche chiamato  Sambonico) pare che derivi da quello del vescovo di Piacenza Bonizone.

## Storia
Anticamente l'area circostante alla frazione era caratterizzata da vaste proprietà del vescovo di Piacenza.
San Bonico è citata da Carlo Botta perché coinvolta in alcuni fatti d'arme tra il 1744 e il 1746 nell'ambito della guerra di successione austriaca; in dettaglio, nel 1746 le truppe austro-sarde operanti nella zona, pongono il loro comando nei pressi di San Bonico.
A partire dal 1806, con l'istituzione della Mairie francese e dopo che, con un decreto napoleonico, nel 1812 la città di Piacenza era stata limitata alla circonvallazione attorno alle mura, San Bonico viene divisa tra i comuni di Sant'Antonio a Trebbia e San Lazzaro Alberoni.
Con la soppressione dei comuni di Sant'Antonio a Trebbia e San Lazzaro Alberoni, avvenuta nel 1923, San Bonico diventa frazione di Piacenza.
Ha avuto una certa notorietà per presunte apparizioni mariane che vi sarebbero avvenute negli anni 2000, alle quali la trasmissione televisiva Mistero ha dedicato nel 2014 il servizio Apparizioni mariane: San Bonico, la Medjugorje italiana?

## Monumenti e luoghi d'interesse

### Architetture religiose
- Chiesa parrocchiale di San Bartolomeo apostolo: risalente all'XI secolo, è collocata ai margini dell'abitato fu fondata nel 1088; il campanile è sormontato da una cella campanaria con un tiburio ottagonale e copertura di coppi.[12]

## Società

### Religione
Il centro abitato è sede di una parrocchia della diocesi di Piacenza-Bobbio.

## Infrastrutture e trasporti

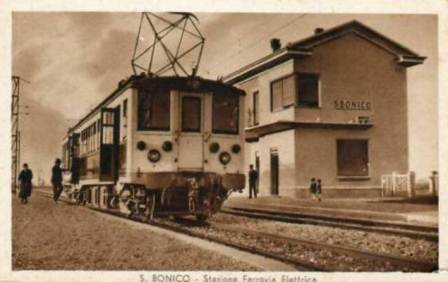
La stazione ferroviaria

Il centro abitato è lambito dalla strada statale 654 di Val Nure, da cui si dirama una strada comunale che permette l'accesso alla frazione.

### Tranvie
Tra il 1881 e il 1932 San Bonico è stato servito da una fermata posta sulla tranvia Piacenza-Bettola.

### Ferrovie
Dal 1932 al 1967 il centro abitato fu servito da una stazione ferroviaria posta sulla linea Piacenza-Bettola, costruita in sostituzione della precedente tranvia.